# George Gershwin
George Gershwin [gɘːʃwɪn] (rojen kot Jacob Gershowitz), ameriški skladatelj, * 26. september 1898, Brooklyn, New York, † 11. julij 1937, Hollywood, ZDA. 

## Življenjepis
Gershwin izhaja iz židovske družine, ki se je v New York preselila iz Sankt Peterburga zaradi hudega antisemitizma. Tam so se pisali Gershowitz, v Ameriki pa najprej Greenstein in šele nato Gershwin. George Gershwin je bil rojen 26. september 1898 v Brooklynu, njegovo rojstno ime je bilo Jacob Gershwine, klicali pa so ga George. Šele ko je postal profesionalni glasbenik, je popravil tudi zapis svojega priimka v Gershwin. V otroštvu so se večkrat selili, odvisno kje je oče dobil delo. Do desetega leta Gershwina glasba ni zanimala vse dokler ni slišal igrati violino svojega najboljšega prijatelja Maxieja Rosenzweiga. Doma so kupili klavir bolj za hčere, vendar se je zanj navdušil tudi George. Dve leti so ga poučevali različni učitelji, ko je prišel k Charlesu Hambitzerju, pianistu Beethoven Symphony Orchestra iz Milwaukeeja, ki mu je ostal kot mentor do svoje smrti. V izvajanje mu je dajal predvsem skladbe evropskih skladateljev. Kratek čas ga je poučeval tudi Rubin Goldmark, nekoč Dvoržakov učenec v New Yorku. Že leta 1898, še posebej pa po letu 1914, se je v Ameriki že močno razmahnila jazzovska glasba.
Star šestnajst let si je moral začeti služiti kruh. Glasbeni založnik Jerome H. Remick and Company mu je predlagal naj igra manj zahtevno glasbo, ki bi jo lahko izvajal po kavarnah in nočnih lokalih, kar se je izkazalo za rešitev iz težavnega okolja Brooklyna. Zaslužil je 15 ameriških dolarjev na teden ter napisal prve pesmi. Leta 1919 je napisal svoj prvi veliki hit, skladbo Swanee. Leta 1916 je Gershwin začel delati aranžmaje pri Aeolian Company and Standard Music Rolls in New York in to pod različnimi psevdonimi. V začetku leta 1920 je pogosto sodeloval s tekstopiscem Buddyjem DeSylvo. Skupaj sta ustvarila eksperimentalno enodejanjko, jazz opero Blue Monday, ki velja za predhodnico Porgy and Bess. Zelo priljubljeno pesem Swanee je Gershwin kasneje vključil v muzikal Sinbad, pesem pa so v enem letu prodali na dveh milijonih plošč in milijon partitur.
Leta 1923 je Srečal dirigenta Paula Whitemana, ki ga je prepričal naj začne pisati simfonični jazz. Leta 1924 je tako napisal muzikal Lady Be Good in se lotil Rapsodije v modrem (Rhapsody in blue).
V naslednjih letih so sledile še: Oh, Kay! (1926), Funny Face (1927), Strike Up the Band (1927 in 1930). Skupaj z bratom pa Show Girl (1929); Girl Crazy (1930), s katero je uvedel standard I Got Rhythm, ter Of Thee I Sing (1931), prvo glasbeno komedijo, ki je dobila Pulitzerjevo nagrado (za drame).
Da bi bolje razumel jazz je odšel v New Orleans, zraven pa je zagrizeno proučeval tudi klasike, saj ni želel ostati samo pri lahkotnih temah. Leta 1925 je že orkestriral Koncert za klavir in orkester v F-duru in tudi sam igral v Carnegie Hall v New Yorku.
Leta 1928 je odšel na potovanje po Evropi, kjer je spoznal Ravela, Stravinskega in druge tedanje umetnike. Nekatere je prosil za poučevanje, a so ga zavrnili. V tem letu je, očaran nad evropsko kulturo, napisal Amerikanca v Parizu. Bili so navdušeni nad njim in večkrat ga je hotel dirigirati sam Toscanini. Jazzovske prvine so po tem prevzeli tudi nekateri drugi glasbeniki, kot John Carpenter, John Powel, Arthur Honegger.
Leta 1934 je začel pisati pravo opero. Na jugu ZDA je proučeval črnsko ljudsko pesem in po knjigi DuBosa Heywarda je nastala Porgy and Bess. Prvič je bila opera uprizorjena 30. septembra 1935 v Bostonu in dva tedna kasneje v New Yorku. Nekatere pesmi so postale prave uspešnice. Leta 1959 so po njej posneli tudi film.
Po uspehu se je preselil v Hollywood, kjer je pisal filmsko glasbo za RKO Pictures, vendar ni več dolgo živel. V začetku leta 1937 se je Gershwin začel pritoževati nad neznosnimi glavoboli in težavami z vonjanjem. Pridružile so se še težave s koordinacijo in duševne motnje. Zdravniki so ugotovil, da trpi zaradi možganskega tumorja. Po neuspešni operaciji je Gershwin umrl zjutraj 11. julija 1937 pri starosti 38 let.

## Delo
Večino svojih vokalnih in scenskih del je napisal v sodelovanju s svojim starejšim bratom Iro Gershwinom, ki je pisal besedila pesmi. Gershwin je komponiral tako za Broadway kot za klasične koncertne dvorane. Uspešno je pisal tudi popevke.
Veliko njegovih skladb je bilo uporabljenih v televizijskih oddajah in številnih filmih, številne so postale osnove in smernice v razvoju jazza. Jazzovska pevka Ella Fitzgerald je leta 1959 posnela album njegovih pesmi, pravtako pa so njegovo glasbeno misel poustvarjali slavni izvajalci, kot so: John Coltrane, Frank Sinatra, Billie Holiday, Miles Davis, Herbie Hancock, Judy Garland, Nina Simone, John Fahey in številni drugi glasbeniki.

## Nagrade in časti
- George Gershwin je bil sprejet v Long Island Music Hall of Fame v letu 2006.
- Gershwin Lifetime Achievement Award Musical George in Ira je bila ustanovljena na UCLA v čast bratov za njihov prispevek h glasbi in za njihovo darilo UCLA v boju s skladbo Strike Up Band za UCLA.
- Kongresno zlato medaljo sta George in Ira Gershwin prejela leta 1985. Le trije drugi tekstopisci, George M. Cohan, Harry Chapin in Irving Berlin, so tudi prejeli to nagrado.

Po njem se imenuje:
- Gershwin Theatre na Broadwayu je poimenovan po Georgu in Iri.
- Gershwin Hotel v Flatiron na Manhattnu v New Yorku.
- V Brooklynu je George Gershwin Junior High School 166.

Leta 1945 je bil posnet biografski film Rhapsody in Blue, igral je Robert Alda kot George Gershwin.

## Pomembnejša dela
- Rapsodija v modrem (»Rhapsody in Blue«, za klavir in orkester)
- Koncert v F (za klavir in orkester)
- Druga rapsodija, izvirno ime »Rhapsody in Rivets« (za klavir in orkester)
- Amerikanec v Parizu (»An American in Paris«, za orkester)
- Kubanska uvertura, izvirno ime »Rumba«(za orkester)
- Trije preludiji (za klavir solo)
- Variacije na »I Got Rhythm« (za klavir in orkester)
- Porgy and Bess, opera

Filmi, za katere Gershwin napisal izvirno glasbo:
- Delicious (1931)
- Shall We Dance (1937)
- A Damsel in Distress (1937)
- The Goldwyn Follies (1938) (realiziran posthumno)
- The Shocking Miss Pilgrim (1947)